# Albiac (Lot)
Albiac is een gemeente in het Franse departement Lot (regio Occitanie) en telt 85 inwoners (2009). De plaats maakt deel uit van het arrondissement Figeac.

## Geografie
De oppervlakte van Albiac bedraagt 3,8 km², de bevolkingsdichtheid is dus 22,4 inwoners per km².
De onderstaande kaart toont de ligging van Albiac (Lot) met de belangrijkste infrastructuur en aangrenzende gemeenten.

## Demografie
Onderstaande figuur toont het verloop van het inwonertal (bron: INSEE-tellingen).